# Ophiodyscrita pacificus
Ophiodyscrita pacificus är en ormstjärneart som först beskrevs av Murakami 1943.  Ophiodyscrita pacificus ingår i släktet Ophiodyscrita och familjen Ophiodermatidae. Inga underarter finns listade i Catalogue of Life.